# 杨枝观音碑
杨枝观音碑是位于普陀山法雨寺后侧杨枝禅林的碑刻，碑高2.5米，宽1.2米；正面为《杨枝庵记》，背面为唐代阎立本所绘制的观世音菩萨立像。曾经历过多次劫难，明朝时由杭州名匠孙良重镌。
杨枝观音碑与多宝塔和法雨寺九龙殿的九龙藻井合称为“普陀山三宝”。